# محمد عبد القادر أبو فارس
محمد عبد القادر أبو فارس (1938 - 3 نوفمبر 2015)، دكتور في الجامعة الأردنية ورئيس قسم الفقه فيها، حتى فصل منها بأوامر من الحاكم العسكري ، نائب سابق في البرلمان الأردني لدورتين الاولى في المجلس الحادي عشر 1989 ، والثانية في عام 2003، وفقد عضويته في الثانية بسبب قيامه بالعزاء بزعيم تنظيم القاعدة في العراق وحكم بالسجن سنتين ثم أفرج عنه بعفو من الملك عبد الله الثاني. أعتبر أحد قيادات جماعة الإخوان المسلمين التاريخيين في الأردن، ويحمل شهادة الدكتوراه في الشريعة الإسلامية- تخصص السياسة الشرعية.

## نشأته
ولد في قرية الفالوجة الفلسطينية عام 1938 وتلقى دراسته الابتدائية الأولى في مدينة الفالوجة ثم في مدرسة دورا للذكور في محافظة الخليل بعد لجوء عائلته إليها وذلك في عام 1950م. نشأ يتيم الأب فقد توفي والده وهو ابن اثنتا عشرة سنة، بعد وفاة والده عاش في كنف والدته وعمه (أحمد يوسف) أبو فارس.

## بداياته الحركية
بدأ يتردد على شعبة الاخوان المسلمين في الخليل عام 1952م، وكانت هذه بداية انطلاقه في العمل الدعوي والتنظيمي.

## حياته العلمية
- حصل الشيخ على الدكتوراه من جامعة الأزهر في السياسة الشرعية مع مرتبة الشرف الأولى.
- انتسب إلى جامعة دمشق لدراسة الشريعة الإسلامية في عام 1964.
- تلقى تعليمه الثانوي في مدرسة الحسين بن علي في الخليل وتخرج فيها عام 1957م.

## عمله ومناصب تقلدها
- عُيّن معلما في وزارة التربية والتعليم في قرية أبو نصير عام 1958.
- بعد أن تخرج في جامعة دمشق تم التعاقد معه في وزارة المعارف القطرية للعمل معلما.ثم عاد إلى الأردن بعد أن قرر العودة والاستقالة من عمله في نهاية عام 1971 .
- في عام 1974 م عين في الجامعة الأردنية أستاذا مساعدا في قسم الفقه والتشريع، إلى أن تم فصله عام 1985.
- عُيّن رئيسا لمجلس الثقافة والتربية والتعليم لجمعية المركز الإسلامي الخيرية ثم مديرا لمجلس الثقافة والتربية والتعليم فيها.

## حياته السياسية
دخل البرلمان عام 1989 ثم عاد إليه عام 2003م قبل أن يفقد عضويته بسبب قيامه بالعزاء بزعيم تنظيم القاعدة في العراق وحكم بالسجن سنتين ثم أفرج عنه بعفو من الملك عبد الله الثاني مع زميله النائب الأردني علي أبو السكر. 
يقول ونيس المبروك: «تأثر الشيخ بالعلامة الدكتور عبد الغني عبد الخالق، الذي أشرف على رسالته» القاضي أبو يعلى الفراء وكتابه الأحكام السلطانية«، كما تأثر في فكره الحركي بصاحب الظلال الشهيد سيد قطب، بل سرى هذا التأثر- في تقديري- على بعض الآراء الفقهية للشيخ بخاصة فيما يتعلق باجتهاده في النوازل السياسية».

## مؤلفاته
بلغت مؤلفاته ما يقارب (85) مؤلفًا مطبوعًا:
1. نظام الحكم في الإسلام.
2. فقه السيرة، القاهرة، دار الكتب الحديثة، 1976م.
3. القضاء في الإسلام، مكتبة الأقصى، عمان، 1978.
4. الأيمان والنذور، مطبعة دار الأرقم، 1979.تحميل نسخة .
5. أحكام الذبائح في الإسلام: الذبح، الصيد، الأضحية، العقيقة، دار الفرقان، 1980.
6. حكم اللحوم المستوردة إلى بلاد المسلمين- دار العدوي 1981.
7. الأمر بالمعروف والنهي عن المنكر- دار الفرقان 1982.
8. غزوة أحد، مطبعة الفرقان، 1982 .[3]
9. غزوة بدر الكبرى، مطبعة الفرقان، 1982.[3]
10. غزوة الأحزاب، مطبعة الفرقان 1983.[3]
11. غزوة الحديبية- 1984.
12. غزوة حنين.
13. غزوة الفتح الأعظم.
14. إرشادات لتحسين خطبة الجمعة، مطبعة الفرقان، 1984.[4]
15. تفسير سورة الأنفال، 1986م.
16. الإسراء والمعراج، دار الفرقان، 1986.
17. النظام السياسي في الإسلام، دار الفرقان، 1986.[4]
18. الشورى وقضايا الاجتهاد الجماعي، مكتبة المنار، 1986.
19. القضاء بشاهد ويمين، 1986.
20. حكم الشورى في الإسلام، دار الفرقان، 1988.
21. مفهوم الجهاد في الإسلام.
22. الجهاد في الكتاب والسنة، دار الفرقان، 1998.
23. الابتلاء والمحن في الدعوات، دار الشهاب، ط2، 1988.[4]
24. فقه الإمام البخاري، دار الفرقان، 1989.تحميل
25. منهج الحركة الإسلامية في التغيير، دار الفرقان، 1991.
26. أسس في الدعوة ووسائل نشرها، دار الفرقان، 1992.
27. المدرسة النبوية العسكرية، دار الفرقان 1993.تحميل نسخة
28. التعددية السياسية في ظل الدولة الإسلامية- مؤسسة الريان للطباعة 1994م.
29. المشاركة في الوزارة في أنظمة الحكم الجاهلية.
30. القاضي أبو يعلى الفراء وكتابه الأحكام السلطانية.تحميل نسخة
31. السيرة النبوية دراسة تحليلية، دار الفرقان 1997.[4]
32. منهج التغيير عند الشهيدين حسن البنا وسيد قطب، دار عمار للنشر، 1997.
33. الفقه السياسي عند الإمام الشهيد حسن البنا، دار عمار، 1998.تحميل نسخة .  .
34. صفحات من تاريخ الإخوان المسلمين في الأردن، دار الفرقان، 2000.
35. حقوق المرأة المدنية والسياسية في الإسلام، دار الفرقان، 2000.
36. الصراع مع الصليبيين- دار البشير 1999.
37. الصراع مع اليهود، ثلاثة أجزاء- دار الفرقان 1990.
38. شهداء فلسطين، دار الفرقان، 1990.[4]
39. أسس في التصور الإسلامي، دار الفرقان، 1986.
40. مفاهيم إسلامية.[4]
41. الهجرة النبوية، دار الفرقان، 1988.
42. مؤتمر مدريد في الشرع والعقل.
43. حكم المشاركة في الوزارة في ظل الأنظمة الجاهلية.
44. إنفاق الزكاة في المصالح العامة، دار الفرقان، 1983.
45. هذا هو الحل.
46. إن فرعون علا في الأرض، دار الفرقان 1998.
47. أصول الفقه، جزئين- جامعة القدس المفتوحة.
48. شغب اليهود على الأنبياء، دار الفرقان، 1998.
49. سيرة الإمام حسن البنا الجهادية.
50. الوجيز في القضية الفلسطينية، دار الفرقان، 2001.
51. تزكية النفس- دار الفرقان 2000.
52. نظرات إسلامية في مصطلحات وأسماء شائعة، دار جهينة للنشر، 2002.
53. الشورى في غزوات الرسول، دار الفرقان، 2001.
54. وجوب الحكم بما أنزل الله، دار جهينة للنشر 2002م.
55. أثر إسلام أحد الزوجين في النكاح، دار الوطن للنشر، 2002.
56. تحديد النسل والإجهاض في الإسلام، دار جهينة للنشر، 2003.
57. دروس وتأملات في الحروب الصليبية، دار جهينة للنشر، 2002.
58. معركة اليرموك وتحرير القدس، دار جهينة للنشر، 2003.
59. الفقه الجنائي في الشرع الإسلامي، دار الفرقان، 2005.
60. مشكلات تواجه العمل الإسلامي، دار الفرقان، 2006م.
61. توصيات مؤتمر بكين وقراراته في ميزان الشرع الإسلامي، دار الفرقان، 2008.
62. المبسوط في فقه المعاملات، 3 مجلدات، دار الفرقان 2008م.
63. قضية التعزية بأبي مصعب الزرقاوي في محكمة أمن الدولة.
64. أفكار سياسية.
65. أفكار سياسية في فترة أخرى من حياتي.
66. ثلة من الأولين.
67. ثلة من التابعين وتابعيهمن دار الفرقان، 2009.
68. من ذكرياتي ومذكراتي- دار الفرقان 2013.
69. شرح قانون الأحوال الشخصية (الزواج والطلاق)- دار الفرقان.
70. الأحوال الشخصية: الأهلية، الولاية، الوصاية، الوصية، الإرث- دار الفرقان 2011.
71. الشباب جيل الإصلاح والتغيير، دار عماد الدين للنشر، 2010.
72. دور المسجد في بناء الأمة والدولة، دار المأمون، 2009.
73. اتفاقية السيداو في ميزان الشرع الإسلامي.
74. الأخوة في الإسلام، دار الفرقان، 2009.
75. الأخوة في الله، دار الفرقان.
76. حرية الرأي في الشريعة الإسلامية، دار الفرقان، 2009م.
77. الإمام الشهيد حسن البنا: سيرته وشخصيته.
78. البيعة وأركانها، دار الفرقان.
79. تفسير جزء عم.
80. تفسير جزء تبارك.
81. تفسير جزء المجادلة.
82. في ظلال سورة الأخلاق (نظرات في سورة الحجرات)، دار عمار للنشر، 1992.
83. مبتدعات وعادات وحكم الشرع فيها، دار عمار.
84. سلسلة ثقافتي الإسلامية، بالاشتراك مع عدة مؤلفين، 9 أجزاء- دار المنهل 2003.
85. زينة المرأة، دار البشير.
86. فتاوى شرعية، صدر في مجلدين، وهو عبارة عن فتاوى شرعية متنوعة في كافة المجالات وخصوصًا المعاصرة، وهي أسئلة وجهت إليه بوسائل شتى: عبر الهاتف والفاكس والمحاضرات، وفي أماكن عدة عبر سنين طويلة، ومن دول مختلفة- دار الفرقان 2013.
87. الإرهاب: تعريفه، نشأته، أنواعه، المرجعية في تحديد مفهومه وأنواعه، دار الفرقان، 2013.
88. مع الأنبياء في الدعوة إلى الله، دار المأمون، 2013.
89. دور العلماء في الإصلاح، دار الفرقان، 2015.

كما ساهم في تأليف مناهج التربية الإسلامية في الأردن وعمان وقطر.